# Mieczysław Szawleski

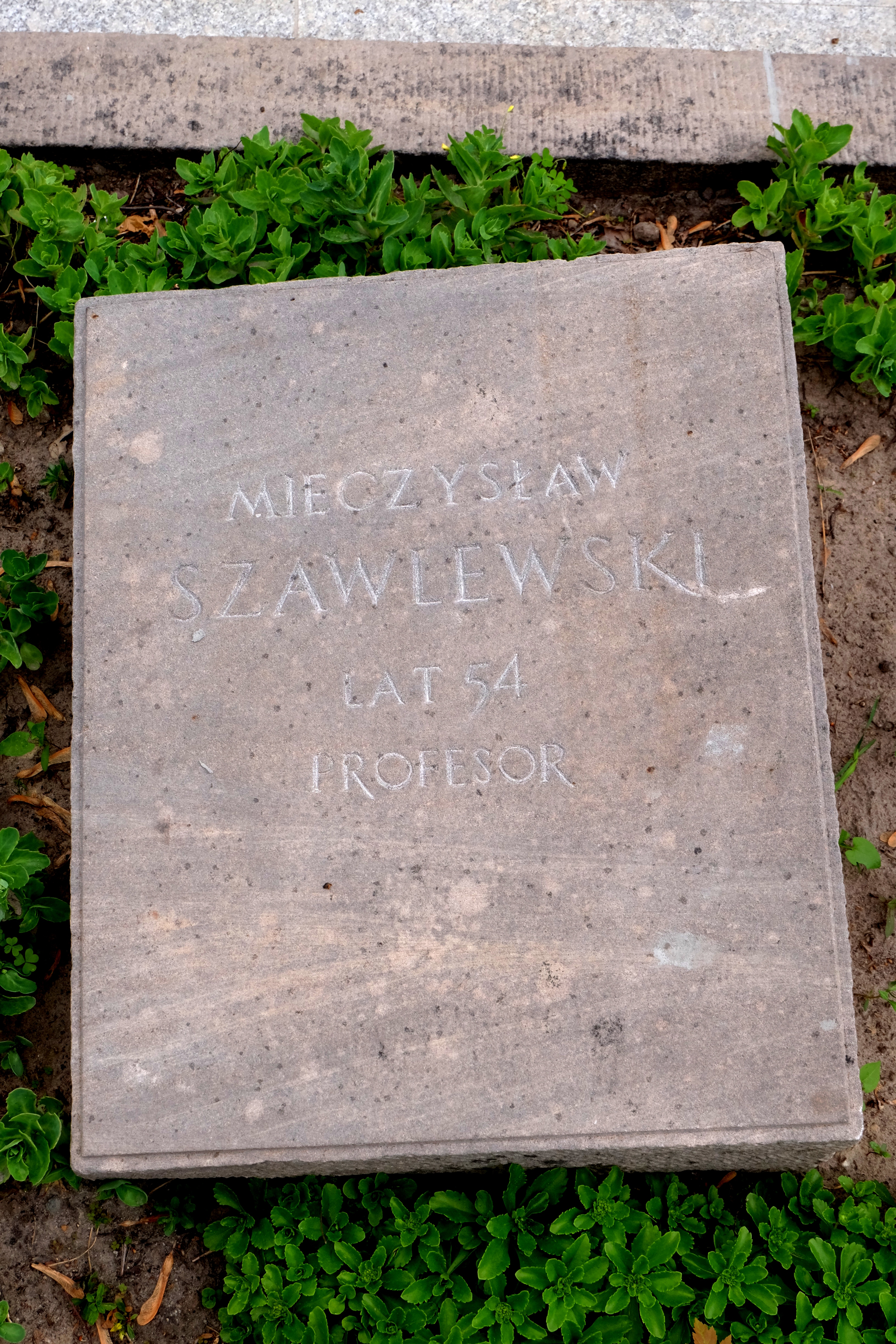
Grób Mieczysława Szawleskiego na Cmentarzu Wojskowym na Powązkach w Warszawie

Mieczysław Szawleski (ur. 19 października 1887 w Krośnie, zm. 16 października 1942 w Warszawie) – polski dyplomata, publicysta, profesor Szkoły Nauk Politycznych w Warszawie, pionier badań nad polską emigracją zarobkową, ideolog obozu sanacyjnego, poseł na Sejm RP w latach 1930–1935, w okresie II wojny światowej pracownik Delegatury Rządu na Kraj oraz członek ZWZ/AK, zamordowany przez okupantów niemieckich.

## Życiorys

### Młodość
Był synem Michała Szala, urzędnika miejskiego, i Franciszki z domu Ekert (Ekierd). Nauki pobierał początkowo w gimnazjum w Jaśle. W czerwcu 1906 zdał egzamin maturalny, a następnie w tym samym roku rozpoczął studia na Wydziale Filozoficznym Uniwersytetu Jagiellońskiego w Krakowie. Po pierwszym semestrze przeniósł się jednak na Wydział Prawa UJ. Był członkiem Związku Akademickiego – studenckiej organizacji o profilu patriotyczno-demokratycznym. W 1910 odbył obowiązkową służbę wojskową w Armii Austro-Węgierskiej. W lipcu 1911 uzyskał absolutorium, natomiast 14 marca 1913 – tytuł doktora praw. Prawdopodobnie w czasie I wojny światowej, w każdym razie nie później niż w 1919 roku, zmienił nazwisko na Szawleski.
W 1918 roku uczestniczył w obronie Lwowa, przy czym ze względu na swoje inwalidztwo służył w żandarmerii polowej. Z przyczyn zdrowotnych był wkrótce zmuszony wystąpić z szeregów w celu odbycia leczenia w szpitalu wojskowym. Po zakończeniu hospitalizacji pracował w Dyrekcji Poczt i Telegrafów – początkowo we Lwowie, później w Warszawie.

### Praca w służbie zagranicznej
Po ukończeniu tzw. kursów konsularnych podjął pracę w służbie zagranicznej. W latach 1920–1924 sprawował funkcję wicekonsula w Konsulacie Generalnym RP w Nowym Jorku. Uczestniczył m.in. w konferencji konsulów polskich akredytowanych w USA i Kanadzie (Waszyngton, 17–18 lipca 1922), podczas której dyskutowano kwestię reemigracji zamieszkujących w tych państwach Polaków oraz omawiano sposoby przeciwdziałania antypolskiej propagandzie ukraińskiej. Gdy w związku z nadużyciami finansowymi podjęto decyzję o rozwiązaniu Polsko-Amerykańskiego Towarzystwa Opieki nad Sierotami, Szawleski wszedł w skład powołanej w tym celu Komisji Likwidacyjnej (1923). W okresie pobytu w USA związał się również z masonerią.
Szawleski stosunkowo szybko skonfliktował się z innymi pracownikami Konsulatu Generalnego. W 1922 tamtejsi kierownicy wydziałów, wsparci przez radcę emigracyjnego, złożyli oficjalny wniosek o jego przeniesienie na inną placówkę dyplomatyczną. Na odejście Szawleskiego nie zgodził się jednak konsul generalny, Stefan Ludwik Grotowski. W 1923 roku w centrali Ministerstwa Spraw Zagranicznych rozważano zatrudnienie Szawleskiego w Konsulacie RP w Detroit, do czego jednak ostatecznie nie doszło. Tymczasem już pod koniec 1923 roku Szawleski wszedł w konflikt ze swoim bezpośrednim przełożonym. Konsul generalny oskarżył go o udostępnienie prasie polonijnej informacji stawiających w niekorzystnym świetle polską służbę konsularną w USA. W odpowiedzi wicekonsul przesłał do centrali MSZ swoją krytyczną ocenę pracy Grotowskiego. Jego elaborat został jednak odrzucony przez departament konsularny MSZ, na co Szawleski zareagował złożeniem dymisji. W lutym 1924 został odwołany z placówki, definitywnie kończąc tym samym pracę w służbie zagranicznej.

### Działalność naukowa i polityczna w okresie międzywojennym
Po powrocie do Polski Szawleski zamieszkał w Warszawie, gdzie podjął pracę na stanowisku naczelnika wydziału ekonomicznego w Banku Polskim. Reprezentował tę instytucję podczas delegacji zagranicznych, m.in. w Genewie (1924). Od połowy lat 20. był również profesorem Wydziału Nauk Społecznych Szkoły Nauk Politycznych w Warszawie, gdzie do 1939 roku prowadził wykłady na temat polityki państwa polskiego wobec polskiej emigracji zarobkowej.
W 1924 Szawleski opublikował pracę pt. Wychodźstwo polskie w Stanach Zjednoczonych Ameryki. Z kolei w 1927 opublikował studium pt. Kwestia emigracji w Polsce, w którym zawarł wyniki swoich badań nad polską emigracją zarobkową przed 1914. Obie publikacje przyniosły mu reputację pioniera w zakresie badań nad polskim wychodźstwem ekonomicznym. Zagadnieniom związanym z polską emigracją poświęcone były także inne publikacje Szawleskiego – m.in. Polityka emigracyjna (skrypt z 1926), Polacy w Stanach Zjednoczonych Ameryki Północnej (rozdział do księgi pamiątkowej Dziesięciolecie Polski Odrodzonej z 1928) oraz Sprawy współpracy gospodarczej Polonii Zagranicznej z Macierzą (artykuł z 1929).
Zainteresowania badawcze Szawleskiego nie ograniczały się do kwestii związanych z polskim wychodźstwem ekonomicznym. W 1928 wydał książkę Polska na tle gospodarki światowej (z przedmową Feliksa Młynarskiego), poświęconą analizie przemian ekonomicznych, do których doszło na świecie po zakończeniu I wojny światowej. Zawarte w niej tezy stały się przedmiotem licznych polemik – m.in. ze strony Władysława Studnickiego. Z kolei w artykułach Ludność, emigracja i przeludnienie w Europie powojennej (1927) oraz Rolnictwo i emigracja (1929) analizował problem przeludnienia polskiej wsi. Jego szkic Międzynarodowe położenie gospodarcze Polski na tle ostatnich wydarzeń w gospodarce światowej (1929) poświęcony był natomiast sytuacji gospodarczej Polski w dobie Wielkiej depresji. Szawleski zajmował się również analizą porównawczą ustrojów totalitarnych – tj. nazizmu, komunizmu i faszyzmu włoskiego. W książce Quo vadere z 1933 roku poddał natomiast analizie położenie międzynarodowe Polski, wskazując m.in. na bezsilność Ligi Narodów oraz zagrożenie ze strony sąsiednich mocarstw totalitarnych. Zagadnieniom bezpieczeństwa państwa poświęcona była również jego publikacja Program naszej obronności i organizacji wewnętrznej (1935 roku).
Szawleski był związany z obozem piłsudczykowskim. Wstąpił do prosanacyjnej Partii Pracy. W „wyborach brzeskich” z listopada 1930 – kandydując do Sejmu z listy krajowej BBWR, jako reprezentant Związku Bankowców – uzyskał mandat poselski. Uczestniczył w pracach nad konstytucją kwietniową oraz w pracach nad nową ordynacją wyborczą. Był twórcą pojęcia „parlamentaryzm gospodarczy”. Propagowany przezeń model ordynacji wyborczej miał być oparty na samorządzie gospodarczym i przyczyniać się do wykształcenia „elity zasługi”, która zastąpić miała dotychczasową „elitę partyjną”. Szawleski był przekonany, iż nieuchronny jest zmierzch liberalnej demokracji oraz „indywidualistycznego światopoglądu”. Uważał, iż w tej sytuacji Polska powinna przyjąć nowy ustrój polityczny – stanowiący swoisty pomost między indywidualizmem a kolektywizmem. We wspomnianym Quo vadere wzywał do stworzenia syntezy demokracji parlamentarnej, autorytaryzmu i solidaryzmu społecznego. Solidaryzm oraz korporacjonizm popularyzował również w publikacjach Nowy świat. Traktat o Rzeczypospolitej Polskiej (1935) oraz Polonizm. Ustrój Narodu Polskiego (1938). Od 1935 roku propagował ideę „wodza narodu” oraz postulował militaryzację społeczeństwa (vide broszura Sugestie programowe w związku z hasłem Naczelnego Wodza o obronie narodowej z 1936). Odrzucał także liberalizm gospodarczy na rzecz gospodarki planowej. Odrzucał jednakże koncepcję „państwa totalnego” oraz wskazywał na konieczność utrzymania dominacji własności prywatnej w polskiej gospodarce.

### II wojna światowa
We wrześniu 1939 uczestniczył w obronie Warszawy. W czasie niemieckiej okupacji był pracownikiem Delegatury Rządu na Kraj oraz członkiem ZWZ/AK. Został aresztowany przez Gestapo w nocy z 3 na 4 czerwca 1942. Przez ponad cztery miesiące był więziony na Pawiaku. 16 października 1942 został powieszony w publicznej egzekucji.
24 października 1948 jego ciało zostało ekshumowane, a następnie – wraz ze szczątkami pozostałych 49 ofiar egzekucji – pogrzebane w kwaterze więźniów Pawiaka na stołecznym Cmentarzu Wojskowym na Powązkach (kwatera C6-2-2).

### Życie prywatne
Miał dwoje rodzeństwa: brata Jana Alfreda Szala oraz siostrę Helenę z Szalów Tomkiewiczową.
Był żonaty z Karoliną z Blachauszów.

## Ważniejsze publikacje
- Wychodźstwo polskie w Stanach Zjednoczonych Ameryki (1924)
- Polityka emigracyjna (1926)
- Kwestia emigracji w Polsce (1927)
- Ludność, emigracja i przeludnienie w Europie powojennej („Ekonomista”. R. 27, 1927, t. 2/3)
- Polska na tle gospodarki światowej (1928)
- Rolnictwo i emigracja („Rolnictwo”. R. 1, 1929)
- Na przełomie naszego ustroju państwowego (1929)
- Międzynarodowe położenie gospodarcze Polski na tle ostatnich wydarzeń w gospodarce światowej (1929).
- Sprawy współpracy gospodarczej Polonii Zagranicznej z Macierzą („Polonia Zagraniczna”. R. 2, 1931, nr 11-12)
- Quo vadere (1933)
- Program naszej obronności i organizacji wewnętrznej (1935)
- Referat o ordynacji wyborczej wygłoszony przez Posła M. Szawleskiego na posiedzeniu Prezydium Partii Pracy dnia 30 kwietnia 1935 r. (1935)
- Nowy świat. Traktat o Rzeczypospolitej Polskiej (1935)
- Sugestie programowe w związku z hasłem Naczelnego Wodza o obronie narodowej (1936)
- Polonizm. Ustrój Narodu Polskiego (Warszawa, 1938)

## Odznaczenia
- Medal Niepodległości (1933)
- Krzyż Obrony Lwowa